# Campionati del mondo di ciclismo su pista 2006
I Campionati del mondo di ciclismo su pista 2006 (en.: 2006 UCI Track World Championships) si svolsero a Bordeaux, in Francia, tra il 13 e il 16 aprile.
Furono 15 le gare disputate, di cui 9 maschili e 6 femminili.

## Medagliere
| Pos.   | Nazione       | Oro | Argento | Bronzo | Totale |
| ------ | ------------- | --- | ------- | ------ | ------ |
| 1      | Paesi Bassi   | 3   | 1       | 0      | 4      |
| 2      | Francia       | 2   | 1       | 2      | 5      |
| 3      | Bielorussia   | 2   | 0       | 1      | 3      |
| 3      | Germania      | 2   | 0       | 1      | 3      |
| 5      | Gran Bretagna | 1   | 4       | 1      | 6      |
| 6      | Australia     | 1   | 2       | 2      | 5      |
| 7      | Spagna        | 1   | 1       | 1      | 3      |
| 8      | Colombia      | 1   | 0       | 0      | 1      |
| 8      | Italia        | 1   | 0       | 0      | 1      |
| 8      | Stati Uniti   | 1   | 0       | 0      | 1      |
| 11     | Russia        | 0   | 2       | 1      | 3      |
| 12     | Argentina     | 0   | 1       | 1      | 2      |
| 12     | Ucraina       | 0   | 1       | 1      | 2      |
| 14     | Canada        | 0   | 1       | 0      | 1      |
| 14     | Polonia       | 0   | 1       | 0      | 1      |
| 16     | Cina          | 0   | 0       | 2      | 2      |
| 17     | Cuba          | 0   | 0       | 1      | 1      |
| 17     | Grecia        | 0   | 0       | 1      | 1      |
| Totale | Totale        | 15  | 15      | 15     | 45     |

## Podi
| Evento                            | Oro                                                                  | Prestazione                | Argento                                                             | Prestazione | Bronzo                                                                      | Prestazione |
| Uomini                            |                                                                      |                            |                                                                     |             |                                                                             |             |
| Chilometro a cronometro dettagli  | Chris Hoy Gran Bretagna                                              | 1'01"361 Media 58,669 km/h | Ben Kersten Australia                                               | 1'02"085    | François Pervis Francia                                                     | 1'02"096    |
| Keirin dettagli                   | Theo Bos Paesi Bassi                                                 |                            | José Antonio Escuredo Spagna                                        |             | Arnaud Tournant Francia                                                     |             |
| Velocità dettagli                 | Theo Bos Paesi Bassi                                                 |                            | Craig MacLean Gran Bretagna                                         |             | Stefan Nimke Germania                                                       |             |
| Velocità a squadre dettagli       | Francia Grégory Baugé Mickaël Bourgain Arnaud Tournant               | 43"969 Media 61,406 km/h   | Gran Bretagna Chris Hoy Jason Queally Jamie Staff                   | 44"194      | Australia Ryan Bayley Shane Kelly Shane Perkins                             | 44"600      |
| Inseguimento individuale dettagli | Robert Bartko Germania                                               | 4'23"473 Media 54,654 km/h | Jens Mouris Paesi Bassi                                             | 4'24"480    | Paul Manning Gran Bretagna                                                  | 4'20"902    |
| Inseguimento a squadre dettagli   | Australia Peter Dawson Matthew Goss Mark Jamieson Stephen Wooldridge | 4'01"491 Media 59,629 km/h | Gran Bretagna Steve Cummings Rob Hayles Paul Manning Geraint Thomas | 4'01"527    | Ucraina Volodymyr Djudja Roman Kononenko Ljubomyr Polatajko Maksym Poliščuk | 4'04"695    |
| Corsa a punti dettagli            | Peter Schep Paesi Bassi                                              | 31                         | Rafał Ratajczyk Polonia                                             | 18          | Vasil' Kiryenka Bielorussia                                                 | 15          |
| Americana dettagli                | Isaac Gálvez Joan Llaneras Spagna                                    | 16                         | Ljubomyr Polatajko Volodymyr Rybin Ucraina                          | 11          | Juan Esteban Curuchet Walter Pérez Argentina                                | 9           |
| Scratch dettagli                  | Jérôme Neuville Francia                                              |                            | Ángel Darío Colla Argentina                                         |             | Ioannis Tamouridis Grecia                                                   |             |
| Donne                             |                                                                      |                            |                                                                     |             |                                                                             |             |
| 500m a cronometro dettagli        | Natallja Cylinskaja Bielorussia                                      | 34"152 Media 52,705 km/h   | Anna Meares Australia                                               | 34"352      | Lisandra Guerra Cuba                                                        | 34"609      |
| Keirin dettagli                   | Christin Muche Germania                                              |                            | Clara Sanchez Francia                                               |             | Guo Shuang Cina                                                             |             |
| Velocità dettagli                 | Natallja Cylinskaja Bielorussia                                      |                            | Victoria Pendleton Gran Bretagna                                    |             | Guo Shuang Cina                                                             |             |
| Inseguimento individuale dettagli | Sarah Hammer Stati Uniti                                             | 3'37"227 Media 49,717 km/h | Ol'ga Sljusareva Russia                                             | 3'37"554    | Katie Mactier Australia                                                     | 3'36"123    |
| Corsa a punti dettagli            | Vera Carrara Italia                                                  | 35                         | Ol'ga Sljusareva Russia                                             | 35          | Gema Pascual Torrecilla Spagna                                              | 30          |
| Scratch dettagli                  | María Luisa Calle Colombia                                           |                            | Gina Grain Canada                                                   |             | Ol'ga Sljusareva Russia                                                     |             |